# Crowbar
A Crowbar (jelentése: feszítővas) amerikai sludge metal együttes. Lemezeiket a Zoo Records, E1 Music, Gold Metal kiadók dobják piacra.

## Története
1988-ban alakultak New Orleansben, a Shell Shock nevű hardcore punk zenekar romjain. Első nagylemezüket 1991-ben adták ki. A sludge metal műfaj egyik úttörő csapatának számítanak, az Eyehategoddal együtt. Az Existence is Punishment és az All I Had (I Gave) című dalaik feltűntek az MTV Beavis és Butt-head című sorozatában is. 1988-tól 1989-ig Aftershock néven tevékenykedtek, 1989-ben Wrequiemre változtatták, 1989-től 1990-ig The Slugs volt a nevük, 1990 óta szerepelnek Crowbar néven. Különlegességként megemlítendő, hogy ezen a néven működött már 1970-től 1975-ig egy kanadai rockegyüttes is. 
A zenekar többször is fellépett már Magyarországon is: először 2001-ben koncerteztek hazánkban, a Sludge, Mood, Dark Clouds együttesekkel, 2005-ben újból felléptek itthon, a Redrum Inc. és Path No Return zenekarokkal, 2010-ben harmadszor is megjárták Magyarországot, 2012-ben a Rockmaratonon koncerteztek, 2014-ben az Apey & the Pea-vel és a Nadirral együtt koncerteztek, 2016-ban ötödször is felléptek Magyarországon, az Overkill-lel és a Desecratorrel. 2020-ben elkezdtek dalokat szerezni a tizenkettedik nagylemezükhöz.

## Tagok
Jelenleg négy taggal rendelkeznek:
- Kirk Windstein - ének, ritmusgitár (1990-)
- Tommy Buckley - dobok (2005-)
- Matt Brunson - gitár (2009-)
- Todd Strange - basszusgitár (1990-2000, 2016-)

Volt tagok
- Wayne "Doobie" Fabra – dob (1991)
- Mitchel Leonard – gitár (1991)
- Craig Nunenmacher – dob (1991–1995, 2000, 2004–2005)
- Kevin Noonan – gitár (1990, 1991–1993)
- Matt Thomas – gitár (1993–1997)
- Jay Abbene – gitár (1996)
- Steve Gibb – gitár, vokál (2004–2009)
- Jimmy Bower – dob (1990, 1996–1998)
- Sammy Duet – gitár, vokál (1998–2002)
- Jeremy Young – basszusgitár (2000; 2014-ben elhunyt)
- Sid Montz – dob (2000), ütős hangszerek (a stúdióban, 1998-1999)
- Tony Costanza – dob (2001–2004)
- Jeff "Okie" Okoneski – basszusgitár (2001–2004)
- Rex Brown – basszusgitár, akusztikus gitár, billentyűk (2004–2005)
- Pat Bruders – basszusgitár (2005–2013)
- Jeff Golden – basszusgitár (2013–2016)

## Diszkográfia

### Stúdióalbumok
- Obedience Thru Suffering (1991)
- Crowbar (1993)
- Time Heals Nothing (1995)
- Broken Glass (1996)
- Odd Fellows Rest (1998)
- Equilibrium (2000)
- Sonic Excess in its Purest Form (2001)
- Lifesblood for the Downtrodden (2005)
- Sever the Wicked Hand (2011)
- Symmetry in Black (2014)
- The Serpent Only Lies (2016)
- Zero and Below (2022)